# Albanesos de Romania
Els albanesos de Romania (Shqiptarë en albanès, Albanezi en romanès) són una minoria ètnica a Romania. Com a minoria ètnica reconeguda oficialment, els albanesos tenen un escó reservat a la Cambra de Diputats de Romania a la Lliga d'Albanesos de Romania (en romanès Liga Albanezilor din România).

## Demografia
Al cens del 2002, 520 ciutadans romanesos van indicar que la seva ètnia era albanesa i 484 van declarar que la seva llengua materna era l'albanès. El nombre real de població albanesa a Romania s'estima extraoficialment en unes 10.000 persones. La majoria dels membres de la comunitat viuen a Bucarest, mentre que la resta viuen principalment en centres urbans més grans com Timișoara, Iași, Constanța i Cluj-Napoca.
La majoria de famílies són ortodoxes i remunten els seus orígens a la zona de Korçë. La resta d'albanesos romanesos s'adhereixen a l'islam.

## Història

### Família Ghica

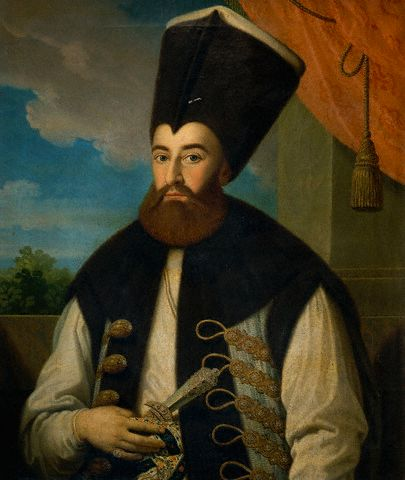
Grigore IV Ghica, príncep de Valàquia (1822-1828)

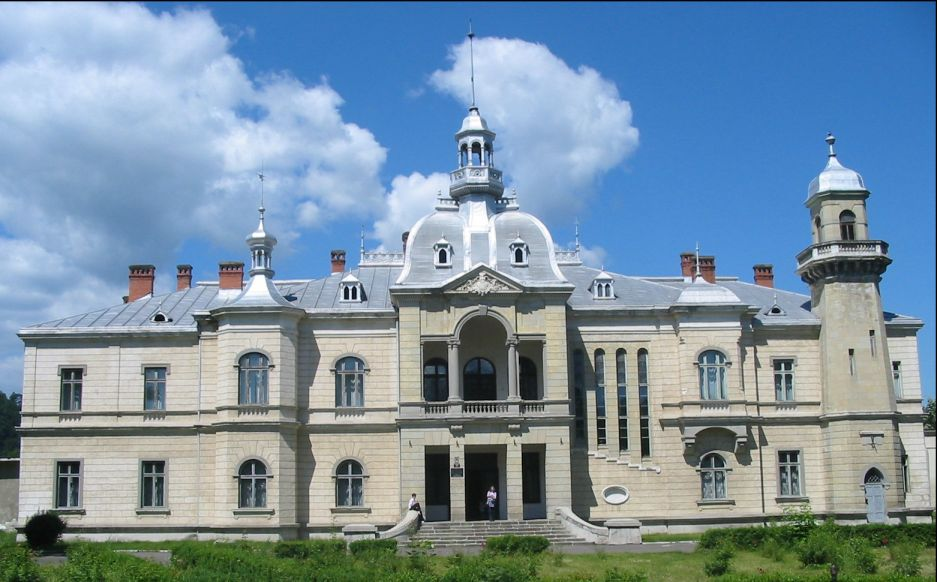
El palau Ghica a Comăneşti

Gheorghe Ghica, el primer membre destacat de la família Ghica, provenia de Veles, una ciutat del centre de Macedònia del nord. Va néixer cap a 1598 de Matei Ghica (* 1565, Zagori; † 1620, Constantinoble), el tronc de la família Ghica. A principis del segle XVII Gheorghe va deixar el seu lloc de naixement i es va traslladar a Constantinoble juntament amb el seu pare, que tenia la intenció de dedicar-se a un comerç més lucratiu a la capital otomana. El jove Gheorghe, aconsellat per l'ambaixador de Moldàvia a la Sublim Porta, es va traslladar a Moldàvia de vegades abans d'octubre de 1624, on, per mitjà de les riqueses que el seu pare va aconseguir acumular, va entrar finalment a les files dels dignataris de la cort. Després de la protecció que li va proporcionar el príncep moldau Vasile Lupu, va pujar per l'escala social, primer convertint-se en ambaixador a la Porta, i després casant-se amb Smaragda (Smada) Lână, filla de Stamate Lână, l'estòlica (Seneschal) de Broşteni.
Després del buit de poder resultant del fracassat aixecament antiotomà transsilvani -val·lac-moldau organitzat pel príncep Jordi II Rákóczi, Gheorghe Ghica va aconseguir assegurar la seva posició com a príncep de Moldàvia, càrrec que va ocupar entre els anys 1658-1659 i 1659-1660. Incapaç de fer front a les càrregues financeres imposades per la Porta, va ser acomiadat; no obstant això, després de la intervenció de Postelnic (Chamberlain) Constantin Cantacuzino, el tron va ser donat al seu fill Grigore I Ghica. Va ser el fill gran supervivent de Gheorghe Ghica, nascut a Constantinoble a partir d'una relació que va tenir amb Ecaterina Vlasto, una catòlica de Pera. Havia seguit el seu pare a Moldàvia, on va augmentar la seva família fins a la fila dels indígenes grans boards, casant-se amb Maria Sturdza, filla de Vistiern (tresorera) Mateiaș Sturdza de la família Sturdza, i neboda del príncep moldau Gheorghe Ștefan.
El govern de Grigore I Ghica tampoc no estava lliure de disturbis a causa del conflicte amb la Porta Sublim i, sobretot, a causa de les disputes entre les parts boiares. Mitjançant les seves maniobres polítiques i l'assassinat del seu antic mentor Constantí Cantacuzino, va instigar l'odi de la noblesa contra ell i el seu seguici. Aprofitant la derrota dels otomans a la batalla de Levice (1664), Grigore va fugir a Polònia i després a Viena, a la recerca d'ajut militar dels Habsburg. En no haver-se materialitzat les seves esperances, va tornar a Constantinoble i va adquirir el tron moldau una vegada més el 1672. Durant el seu curt segon regnat, l'animadversió dels cantacuzins va esclatar violentament i, després de la derrota dels turcs a Khotyn el 1673, Grigore es va veure obligat a fugir a Constantinoble; l'hostilitat dels seus oponents va perdre el seu tron i morirà a Constantinoble el 1674.
Els fills de Grigore I Ghica, sobretot Matei (Grigore) Ghica, van assegurar la continuació del llinatge. Matei Ghica vivia exclusivament al barri grec Phanar de Constantinoble. El matrimoni amb Ruxandra Mavrocordat, filla d'Alexander Mavrocordatos, el dragoman de la porta sublim, va introduir Matei al nucli fanariot –actual hegemons religiosos, culturals i polítics dels súbdits i vassalls cristians otomans– i va assegurar un camí d'ascendència política per als seus. descendents. Es va convertir en Gran Drogoman de la Flota i, el 1739, va negociar un acord amb el Sultà pel qual la posició clau de Gran Drogoman de la Sublim Porta quedaria dins del redós, és a dir, entre els descendents d'un pacte familiar que implicava els Ghicas, els Mavrocordatos i els Racoviță.
El seu fill Grigore II Ghica iniciat en les complexitats de la política otomana a causa del seu rang de Dragoman, va aconseguir adquirir el tron moldau el 26 de setembre de 1726. Durant el seu govern a Moldàvia, Grigore II Ghica va demostrar les seves habilitats diplomàtiques al llançar un desafortunat conflicte amb el Kanat de Crimea que va amenaçar amb assolar el país. El 1733 es va produir un intercanvi de trons, amb Grigore II que anava a Valàquia en lloc del seu cosí Constantí Mavrocordatos. Les habilitats diplomàtiques de Grigore II Ghica van resultar encara més notables durant la guerra russo-austríaca-turca, quan el príncep de Moldàvia, a petició de la Porta, va actuar com a intermediari i mediador entre els otomans i els russos mitjançant correspondència i intercanvi d'enviats El mariscal de camp rus Burkhard Christoph von Münnich, amb John Bell, el secretari de l'ambaixada britànica a Sant Petersburg, amb l'ambaixador francès a Constantinoble, Louis Sauveur Villeneuve, així com amb els grans dignataris otomans.

### Segle XIX

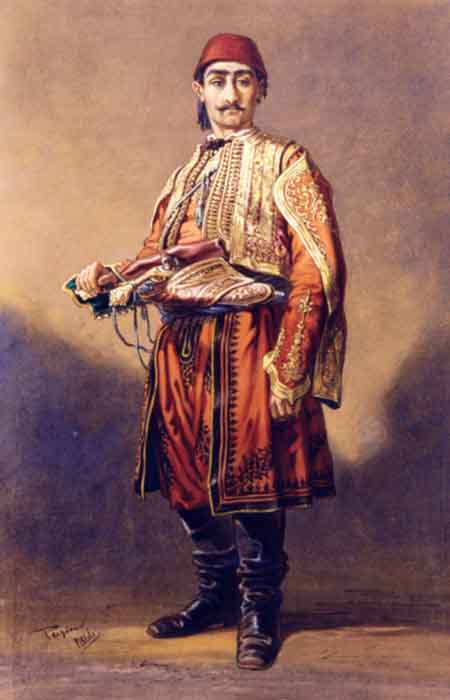
Un albanès a Valàquia (aquarel·la d'Amadeo Preziosi, 1866)

La primera comunitat albanesa als principats danubians va ser documentada per primera vegada a Valàquia a l'època del príncep Miquel el Valent. Un informe redactat per les autoritats dels Habsburg a Transsilvània especificava que a 15.000 albanesos se'ls havia permès travessar el nord del Danubi el 1595; Călinești (un poble de l'actual Florești, comtat de Prahova) va ser un dels seus llocs d'assentament, com es demostra en un document emès pel rival i successor de Michael, Simion Movilă, que va confirmar el seu dret a residir a la localitat. La presència de la comunitat es va registrar per primera vegada a Bucarest cap al 1628. A Moldàvia, un albanès ètnic, Vasile Lupu, es va convertir en príncep el 1634. Els albanesos són anomenats avui pels romanesos Albanezi, però en el passat eren coneguts com a Arbănasi, l'antic etnònim que es remunta a l'edat mitjana.
La comunitat albanesa va créixer durant l'època dels faraianotes, quan nombrosos immigrants obrien negocis en un gran nombre de ciutats i pobles, i van ser també llogats com a guardaespatlles dels prínceps boiars de Valàquia (sent en general registra com Arbanasi, similars a Arvanites, i la seva variant Arnauti, manllevat del turc Arnavut). En 1820, una enquesta va indicar que hi havia 90 comerciants de la ciutat de Arnaut Kioy de Rumèlia present a la capital de Valàquia, la majoria dels quals eren probablement albanesos i aromanesos.
El Rilindja Kombëtare moviment d'Albània nacionalisme dins de l'Imperi Otomà era present i prolífica en Valaquia, el centre d'iniciatives culturals presa per Dora d'Istria, Naim Frashëri, Jani Vreto, i Naum Veqilharxhi (aquest últim va publicar la primera Albània imprimació a Bucarest, el 1844). Aleksandër Stavre Drenova, resident a Bucarest, va ser l'autor de la lletra de l'himne nacional d'Albània, Hymni i Flamurit, que es canta a la melodia de " Pe-al nostru steag e scris Unire ", compost pel romanès Ciprian Porumbescu. En aquell moment, els albanesos eren presents, junt amb altres comunitats balcàniques, a la vida comercial de Bucarest, on molts treballaven com a venedors ambulants (especialitzats en la venda de refrescos o articles de confiteria).

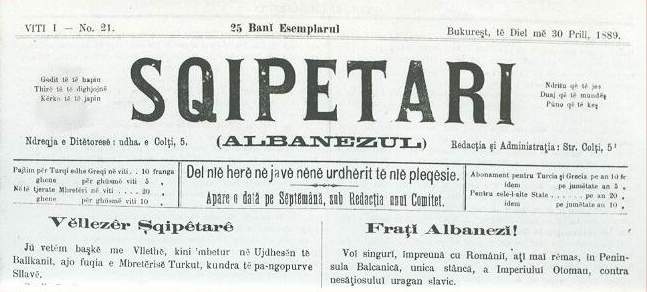
El diari Sqipetari / Albanezul, publicat per la comunitat albanesa (1889)

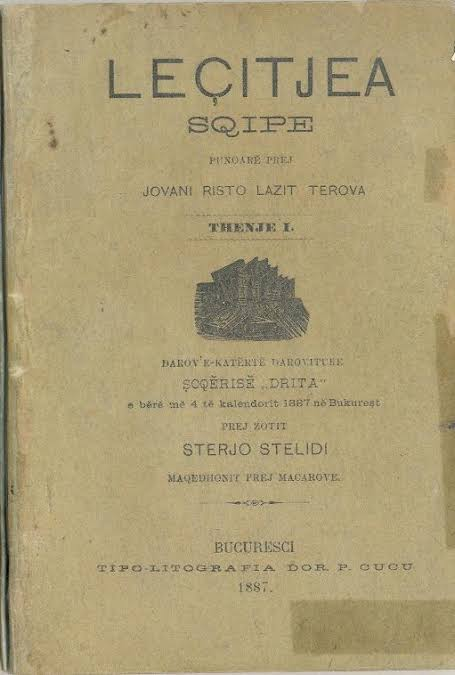
Llibre escolar albanès imprès a Bucarest el 1887

Entre els nous grups d'immigrants de diverses regions dels Balcans a Romania hi havia les famílies dels poetes Victor Eftimiu i Lasgush Poradeci. Aleshores, el moviment independentista va agafar impuls i, durant un temps després del 1905, es va centrar en les activitats d'Albert Gjika. El 1905 es va obrir una escola albanesa a la ciutat de Constanța; entre els seus alumnes hi havia el poeta Aleksandër Stavre Drenova. El 1912, en una reunió de Bucarest dirigida per Ismail Qemali i amb la participació de Drenova, es va adoptar la primera resolució sobre la independència d'Albània.
El 1893, la comunitat albanesa de Romania comptava amb prop de 30.000 persones. El 1920 gairebé 20.000 albanesos vivien a Bucarest. Després de la Primera Guerra Mundial va seguir una nova onada d'immigrants albanesos, molts d'ells musulmans de Iugoslàvia. El 1921, Ilo Mitkë Qafëzezi va completar la primera traducció de l'Alcorà a l'albanès i es va publicar a la ciutat de Ploieşti. Molts albanesos es van establir a Transsilvània, on generalment van establir empreses de confiteria.
La comunitat va ser reprimida sota el règim comunista, a partir del 1953 (quan es va tancar l'associació cultural albanesa). Els drets perduts es van recuperar després de la Revolució romanesa de 1989, però el nombre de persones que es declaren albaneses ha disminuït dràsticament entre 1920 i 2002. Tradicionalment, els membres de la comunitat s'han inclòs en una categoria especial "entre d'altres" als censos.
La comunitat va obtenir un escó a la Cambra de Diputats el 1996 quan la Unió Cultural d'Albanesos de Romania va entrar al Parlament. El 2000, la seu de la comunitat fou ocupada per la Lliga d'Albanesos de Romania, que l'ha ocupat des de llavors.

## Notables albanesos-romanesos

### Primers ministres
- Victor Ponta - jurista i polític romanès, que va exercir de primer ministre de Romania entre el seu nomenament pel president Traian Băsescu el maig de 2012 i la seva renúncia el novembre de 2015.
- Dimitrie Ghica - Va exercir de primer ministre entre el 1868 i el 1870, va ser un polític romanès i un membre destacat del partit conservador.[11]
- Ion Antonescu - soldat i polític autoritari romanès que, com a primer ministre i conductor durant la major part de la Segona Guerra Mundial.[12][13]
- Ion Ghica - revolucionari, matemàtic, diplomàtic i polític romanès, que va ser primer ministre de Romania cinc vegades

### Prínceps de Valàquia
- George Ghica - Fundador de la família Ghica, fou príncep de Moldàvia entre 1658 i 1659 i príncep de Valàquia entre 1659 i 1660.[11]
- Grigore I Ghica - Príncep de Valàquia entre setembre de 1660 i desembre de 1664 i de nou entre març de 1672 i novembre de 1673.
- Grigore II Ghica - Voivode (Príncep) de Moldàvia a quatre intervals diferents.
- Matei Ghica - Príncep de Valàquia entre l'11 de setembre de 1752 i el 22 de juny de 1753.
- Scarlat Ghica - príncep de Moldàvia (2 de març de 1757 - 7 d'agost de 1758), i dues vegades príncep de Valàquia (agost 1758 - 5 de juny de 1761; 18 d'agost de 1765 - 2 de desembre de 1766).
- Alexandru Ghica - Voivode (Príncep) de Valàquia des de desembre de 1766 fins a octubre de 1768.
- Grigore III Ghica - príncep de Moldàvia entre el 29 de març de 1764 - 3 de febrer de 1767 i setembre de 1774 - 10 d'octubre de 1777 i de Valàquia: 28 d'octubre de 1768 - novembre de 1769.
- Grigore IV Ghica - Príncep de Valàquia entre 1822 i 1828.
- Alexandru II Ghica - Príncep de Valàquia de l'abril de 1834 al 7 d'octubre de 1842.

### Prínceps de Moldàvia
- Vasile Lupu - Voivode de Moldàvia entre 1634 i 1653.[14]
- Scarlat Callimachi - Gran Dragoman de la Sublim Porta 1801-1806, príncep de Moldàvia entre el 24 d'agost de 1806 - 26 d'octubre de 1806, 4 d'agost de 1807 - 13 de juny de 1810, 17 de setembre de 1812 - juny de 1819 i príncep de Valàquia 1821 - juny de 1821.[15]

### Gent d'altres afiliacions polítiques
- Bonifaciu Florescu - polígraf romanès, fill il·legítim de l'escriptor-revolucionari Nicolae Bălcescu.[16]
- Dimitrie Ghica-Comănești : noble, explorador, famós caçador, aventurer i polític romanès.[11]
- Pantazi Ghica - Valàquia, més tard polític i advocat romanès.
- Albert Ghica - escriptor albanès-romanès i socialista.[17][18]
- Alexandrina Cantacuzino : activista política, filantropa i diplomàtica romanesa, una de les principals feministes del seu país als anys vint i trenta.
- Dimitrie Ghica - polític romanès.
- Vladimir Ghika - diplomàtic romanès
- Ioan Grigore Ghica - polític romanès que va exercir de ministre d'Afers Exteriors del Principat de Romania

### Matemàtics
- Cornelia Geaboc - matemàtica romanesa, fundadora de l'escola romanesa d'anàlisi funcional.[19]

### Militar
- Matila Ghyka - Oficial naval romanès, novel·lista, matemàtic, historiador, filòsof, diplomàtic i ministre de plenipotenciari al Regne Unit a finals dels anys trenta i fins al 1940.[20][21]

### Arts i entreteniment
- Kristaq Antoniu: tenor, baríton i actor d'opereta romanès.[22]
- Victor Eftimiu - Poeta i dramaturg romanès.[23][24]
- Aleksandër Stavre Drenova - Conegut poeta albanès.[25]
- Lasgush Poradeci - escriptor i poeta

### Mitjans de comunicació, escriptors i periodistes
- N.D. Cocea: periodista, novel·lista, crític i activista polític d'esquerres romanès.[26]
- Dora d'Istria: escriptora i feminista romàntica d'origen valac.[cal citació]
- George Magheru - poeta i dramaturg romanès.[27]